# 沃姓
沃姓是中文姓氏之一，在《百家姓》中排第363位。在现代他是极罕见的姓氏。

## 起源
沃姓出自子姓，是以名为姓氏。《风俗通义》记载，商朝君主沃丁的子孙有以祖先名号为姓的。

## 郡望
- 太原郡：战国时秦国置，今山西太原西南。
- 吴兴郡：三国时东吴置，今浙江临安至江苏宜兴一带。

## 延伸阅读
[在维基数据编辑]
 《百家姓》
 《欽定古今圖書集成·明倫彙編·氏族典·沃姓部》，出自陈梦雷《古今圖書集成》